# Marilene von Bethmann
Marilene von Bethmann (* 19. Dezember 1925 in Frankfurt am Main; † 12. Dezember 1996 ebenda) war eine deutsche Schauspielerin.

## Leben und Wirken
Marilene von Bethmann war erstmals 1954 in der verfilmten Fassung von Was ihr wollt nach William Shakespeare unter Regie von Heinz Hilpert zu sehen. Namhafte Kollegen waren hier Gerd E. Schäfer, Klaus Kindler und Benno Sterzenbach.
Ab den 1960er-Jahren konnte man sie in mehreren Fernsehspielen sehen, u. a. unter Regie von Fritz Umgelter in Die Abrechnung, Herrenhaus und Die Affäre Eulenburg sowie ab den 1970ern in Kriminalserien (Derrick, Der Kommissar, Tatort).
Seit 1986 war sie nicht mehr im Fernsehen zu sehen und verstarb zehn Jahre später in ihrer Geburtsstadt.

## Filmografie
- 1954: Was ihr wollt (Regie: Heinz Hilpert)
- 1963: Die Abrechnung (Regie: Fritz Umgelter)
- 1965: Die Komödie vom Reineke Fuchs (Regie: Alfonso Lipp)
- 1966: Herrenhaus (Regie: Fritz Umgelter)
- 1967: Die Affäre Eulenburg (Regie: Fritz Umgelter)
- 1969: Der vierte Platz (Regie: Joachim Hess)
- 1969: Dynamit (Regie: Harald Benesch)
- 1973: Der Kommissar: Episode Tod eines Buchhändlers (Regie: Theodor Grädler)
- 1974: Die Bettelprinzess  (Regie: Bruno Voges)
- 1978: Tatort: Episode: Schwarze Einser (Regie: Wolf Dietrich)
- 1979: Der Alte: Episode: Teufelsbrut (Regie: Alfred Vohrer)
- 1980: Oronya – oder: Die Würde des Menschen: Episode: Revolte in Nagbangré (Regie: Wolf Dietrich)
- 1981: Tante Maria (Regie: Wolfgang Panzer)
- 1982: Derrick: Episode: Nachts in einem fremden Haus (Regie: Helmut Ashley)
- 1982: Der Alte: Episode: Die Beute (Regie: Helmuth Ashley)
- 1983: Der Trotzkopf (Regie: Helmuth Ashley)
- 1986: Derrick: Episode: Entlassen Sie diesen Mann nicht! (Regie: Horst Tappert)